# Дейта
Дейта (на английски: Data) е измислен герой от вселената на телевизионния сериал Стар Трек: Следващото поколение. Ролята на Дейта се играе от Брент Спайнър.
Младши командир Дейта е хуманоиден андроид от тип-Сунг, първи и единствен по рода си постъпил на служба в Звездния флот. Той е изграден от д-р Нуниен Сунг през 30-те години на 24-ти век, но скоро след това създателят му е принуден да го изостави. Откриването и окончателното му активиране през 2338 година от екипажа на кораба USS Триполи отваря пътя му към флота.
Дейта прекарва по-голямата част от кариерата си на офицер на борда на USS Ентърпрайз (NCC-1701-D) и USS Ентърпрайз (NCC-1701-E), където служи под командването на капитан Жан-Люк Пикар. Годините му на борда на тези знаменити звездни кораби са изпълнени с редица уникални предизвикателства - от непрестаните му опити да разбере човешката природа до защитата на основните му права като разумно същество и гражданин на Обединената Федерация на планетите. През 2379 година Дейта бива унищожен, след като се жертва, за да спаси Ентърпрайз и екипажа му.
Доблестната служба на единствения андроид в редиците на Звездния флот нееднократно е отбелязвана с награждаването му с множество най-високи отличия и медали, сред които Медал на честта и Звезден кръст.